# Fränkisches Volksfest
Das Fränkische Volksfest in Crailsheim ist das größte Volks- und Heimatfest der Region Hohenlohe-Franken. Es findet an vier Tagen im September statt und ist der alljährliche Höhepunkt im Jahresablauf der Stadt mit über 400.000 Besuchern. In den Jahren 2020 und 2021 fand das Volksfest nicht statt.

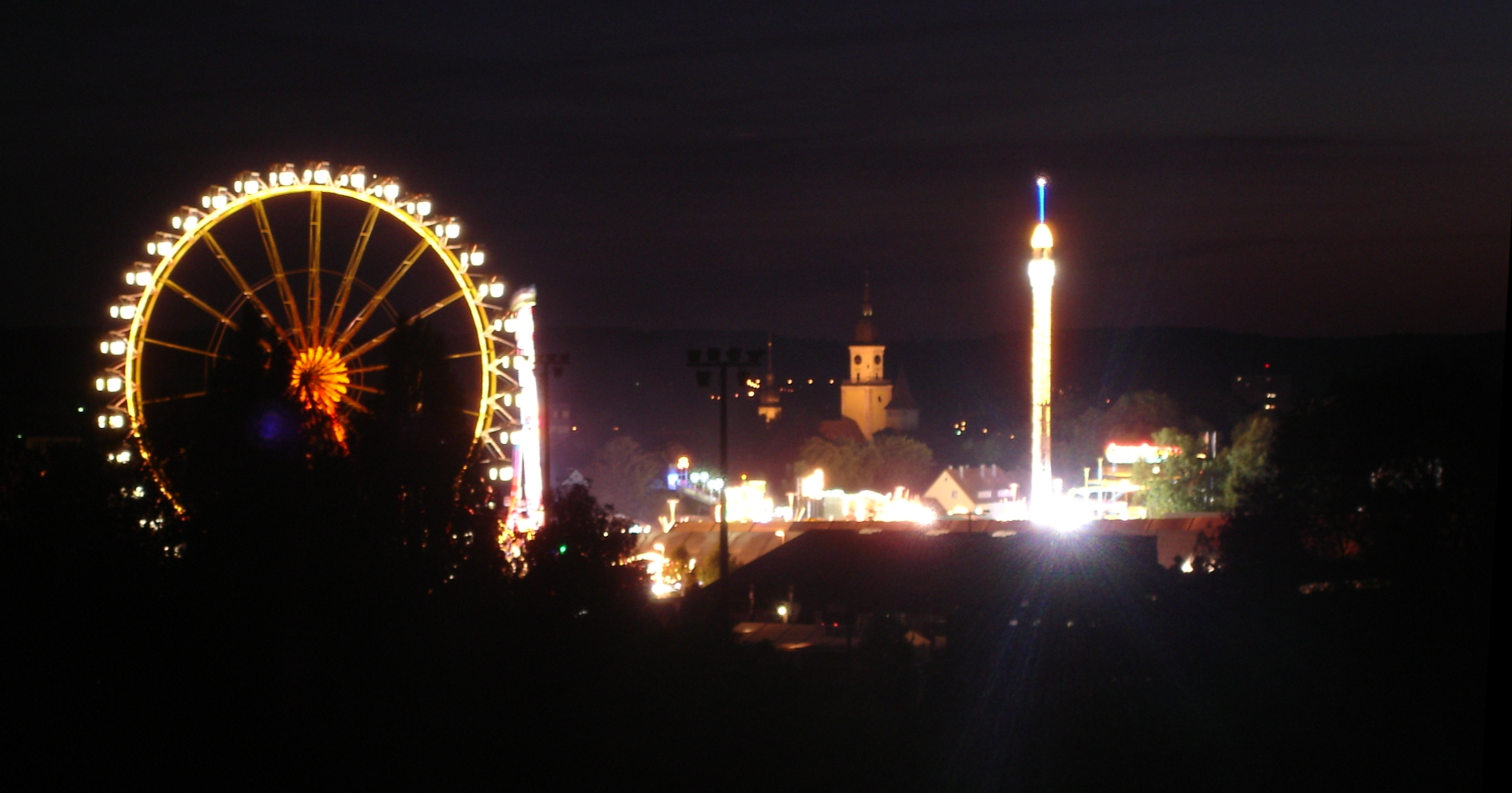
Der Vergnügungspark des Volksfests 2005

## Geschichte
Das Volksfest wurde im Jahre 1841 von Wilhelm I. von Württemberg anlässlich seines Silbernen Krönungsjubiläums als Landwirtschaftliches Bezirksfest zur Hebung und Förderung der Landwirtschaft im fränkisch-hohenlohischen Raum gestiftet. Träger des Festes war ursprünglich der im Jahre 1841 gegründete Landwirtschaftliche Bezirksverein Crailsheim. Neben allerlei Belustigungen waren Tier- und Obstprämierungen und die Festzüge Hauptbestandteile des Festes. Seit dem Jahre 1901 wird das Volksfest von der Stadt Crailsheim durchgeführt und trägt seither die Bezeichnung Fränkisches Volksfest.

### Pandemiebedingte Absagen in den Jahren 2020 und 2021
Aufgrund der COVID-19-Pandemie fand in den Jahren 2020 und 2021 kein Volksfest statt. Stattdessen wurden von der Stadt jeweils Ersatzveranstaltungen angeboten.

#### Septembermarkt und Septemberklänge 2020
Die Absage des Festes 2020 erfolgte bereits am 17. Juni, nachdem vorab bekannt wurde, dass durch die dritte Neufassung der Baden-Württembergischen Corona-Verordnung Großveranstaltungen mit mehr als 500 Teilnehmern bis einschließlich 31. Oktober 2020 untersagt werden sollten. Als Ersatz fand vom 14. bis zum 21. September 2020 einmalig der so genannte Septembermarkt statt.
Hierbei durften sechs ausgewählte Schausteller aus dem Altkreis Crailsheim ihre Fahrgeschäfte und Buden auf dem Schweinemarkt- und Marktplatz errichten. Flankiert wurde der Markt am 20. September durch das Konzert Septemberklänge auf dem Volksfestplatz, bei dem die Coverband The Cockroach gemeinsam mit der Stadtkapelle Crailsheim auftrat. Im Anschluss fand das traditionelle Volksfestfeuerwerk statt.

#### Horaffenland 2021
Am 23. Juli 2021 wurde bekannt, dass auch das Volksfest 2021 abgesagt werden musste. Stattdessen sollte vom 14. bis zum 20. September das so genannte Horaffenland auf dem Volksfestplatz stattfinden. 64 Schausteller und 16 Markthändler nahmen Teil und wurden in vergrößertem Abstand über den gesamten Volksfestplatz verteilt. Insgesamt wurden knapp 89.000 Besucher gezählt.
Die Veranstaltung fand unter einem verschärften Hygienekonzept statt: Personen mussten sich vorab namentlich registrieren und bei Eintritt einen 3G-Nachweis vorlegen. Es wurden höchstens 5000 Besucher zeitgleich auf das Gelände gelassen. Dazu wurde der komplette Platz umzäunt; der Zutritt war nur über drei Eingänge mit Zählschleuse möglich. Der Aufbau von Zelten oder größeren Biergärten war nicht gestattet. Veranstaltungsende und Platzschluss war täglich bereits um 20 Uhr. Auf die beiden Umzüge und das Feuerwerk musste verzichtet werden.
Die Veranstaltung wurde überschattet von einer Messerstecherei am 16. September. Gegen 22 Uhr drang zunächst eine Gruppe von rund zehn Personen auf den unbewachten Platz ein und attackierte einen 28-jährigen Schausteller mit Schlägen und Tritten. Die Täter flüchteten zunächst, erschienen jedoch gegen 23 Uhr erneut und griffen einen anderen 28-jährigen Schausteller an. Dabei stachen sie mit einem Messer auf einen 54-jährigen Schausteller ein, der in der Auseinandersetzung schlichten wollte. Er überlebte die Tat. Insgesamt kam es zu drei Verurteilungen.

## Termin
Das Fränkische Volksfest findet traditionell an einem Wochenende im September statt, beginnt am Freitag um 14:00 Uhr und endet am darauffolgenden Montag um 24:00 Uhr. Dabei ist dieser Volksfestmontag stets der vorletzte Montag im September des jeweiligen Jahres und liegt je nach den Gegebenheiten des Kalenders zwischen dem 17. September und dem 23. September.

Daraus ergeben sich folgende Termine:
- 178 Jahre Fränkisches Volksfest, 20.–23. September 2019
- 179 Jahre Fränkisches Volksfest, 18.–21. September 2020, abgesagt aufgrund der Corona-Situation
- 180 Jahre Fränkisches Volksfest, 17.–20. September 2021, abgesagt aufgrund der Corona-Situation
- 181 Jahre Fränkisches Volksfest, 16.–19. September 2022
- 182 Jahre Fränkisches Volksfest, 15.–18. September 2023
- 183 Jahre Fränkisches Volksfest, 20.–23. September 2024
- 184 Jahre Fränkisches Volksfest, 19.–22. September 2025
- 185 Jahre Fränkisches Volksfest, 18.–21. September 2026

## Veranstaltungen

### Festumzüge
Traditionell findet am Samstag und Sonntag des Festwochenendes, jeweils um 10:30 Uhr beginnend, ein Festzug statt. Die Gestaltung des Umzugs erfolgt in jährlichem Wechsel jeweils durch die Landwirte, die Schulen und den Gewerbeverein. So erfolgte die Gestaltung des Festumzugs 2019 durch die Schulen, 2022 (statt 2020) durch den Gewerbeverein. 2023 waren die Landwirte verantwortlich, 2024 sind es die Schulen.
Das Motto der Festzüge wird alle drei Jahre neu festgelegt. Die Schüler zeigen eher Beiträge zur mittelalterlichen Stadtgeschichte, während der Gewerbeverein bevorzugt heutige Themen im Kontext der Waren und Dienstleistungen seiner Mitglieder zeigt. Der durch die Landwirte gestaltete Umzug stellt dagegen mehr das bäuerliche Leben in den Vordergrund, hierbei insbesondere dessen Wandel im vergangenen Jahrhundert.

### Draisinenrennen
Vor dem Festzug am Sonntag findet ein Rennen auf einem Rundkurs in der Stadt mit nachgebauten Draisinen statt, bei dem der Sieger unter anderem einen Pokal gewinnen kann. Am Rennen nehmen viele Angehörige von Radsportvereinen teil.

### Vergnügungspark & Ausstellungen
Am Volksfestwochenende wird ein großer Vergnügungspark mit ca. 85 Geschäften (u. a. Riesenrad, Kettenkarussell und weiteren kleineren und wechselnden Groß-Fahrgeschäften) betrieben. Nach dem Cannstatter Wasen ist der Vergnügungspark des Fränkischen Volksfests der zweitgrößte temporäre in Baden-Württemberg. Auf dem Festplatz werden drei Bierzelte (zwei große – das längere, in dem Bier der Crailsheimer Privatbrauerei Engel ausgeschenkt wird, umschließt sogar einen Baum – sowie ein kleineres) errichtet. An den Vergnügungspark angeschlossen sind eine Gewerbeausstellung und ein Krämermarkt mit ca. 120 Beschickern.

### Viehprämierungen
Früher jährlich, seit einigen Jahren nur in den Jahren, in denen die Landwirte den Festzug gestalten, finden Prämierungen von Kühen, Pferden und Kleinvieh statt.

## Geänderte Ladenschlusszeiten
Nicht erst seit der Änderung der Ladenschlussgesetzgebung sind in Crailsheim am Volksfestsonntag nach dem Festzug die Läden geöffnet. Jedoch sind dafür am darauf folgenden Montag nahezu alle Geschäfte, aber auch Stadtverwaltung, Kindergärten und Schulen, geschlossen. Nur wenige Supermärkte haben an diesem Montag, jedoch nur vormittags, geöffnet.